# EudraVigilance
EudraVigilance (European Union Drug Regulating Authorities Pharmacovigilance) è un database dell'Agenzia europea per i medicinali, operativo da dicembre 2001, per raccogliere segnalazioni di sospette reazioni indesiderate a farmaci.
Il sistema europeo EudraVigilance si occupa di:
- Scambio elettronico di rapporti sulla sicurezza dei casi individuali (ICSR, in base alle specifiche ICH E2B):
  - EudraVigilance Clinical Trial Module (EVCTM) per la segnalazione di sospette reazioni avverse gravi e impreviste (SUSAR).
  - EudraVigilance Post-Authorization Module (EVPM) per ICSR post-autorizzazione.
- Rilevamento precoce di possibili segnali di sicurezza da farmaci per uso umano commercializzati.
- Monitoraggio e valutazione continui di potenziali problemi di sicurezza in relazione alle reazioni avverse segnalate.
- Processo decisionale, basato su una più ampia conoscenza del profilo delle reazioni avverse dei farmaci.

Tali segnalazioni sono usate per valutare i benefici e i rischi dei medicinali durante la fase di sviluppo degli stessi e per monitorarne la sicurezza dopo che sono stati autorizzati nello Spazio economico europeo.
Nel dicembre 2015 il consiglio di amministrazione dell'agenzia ha revisionato l'accesso al sito, sulla base della legislazione sulla farmacovigilanza del 2010. Questo fornisce accesso alle segnalazioni dei sospetti effetti indesiderati alle parti interessate, come le autorità nazionali di regolamentazione dei medicinali del SEE, la Commissione europea, gli operatori sanitari, i pazienti e i consumatori, l'industria farmaceutica e le organizzazioni di ricerca.